# 悠木あやね
悠木 あやね（ゆうき あやね、1985年9月26日 - ）は、日本のAV女優。東京都出身。カプセルエージェンシー所属。

## 略歴・人物
- 2019年12月、「芸能人AVデビュー! 再現ドラマの女王! ついにAV降臨!!」（キネマ座）でAVデビュー。
- AVデビュー前は、有名バラエティー番組の再現VTRや映画、ミュージカルに出演する女優として15年ほど活動していた。30代を迎え、今までにやっていないことにも挑戦してみようと思い立ち色々と考えを巡らしていく中で、自らがエンターテイメントの最高峰と考える「エロの追及」をしていないことに気付き、2019年の夏頃にダメ元で事務所を訪ねたところ、スムーズにAVデビューが決まった[2]。
- 趣味はダンス、着物、演劇[3]。
- 中学生の頃から父親が隠し持っていた雑誌やAVを観始め、エロに関する知識を得ていた。父親が最後に見た位置を予め覚えておいて、自らが見終えた後にその位置まで巻き戻してから元の場所へ戻していたという。初体験は高校2年の時。当時付き合っていた彼氏はいたが、初めての相手は彼ではなく、2つ上の先輩の男性。彼との初めてを迎える前に心構えを知っておきたかったのと、初めての時は出血すると聞いていたため、このまましてしまうと彼に迷惑をかけてしまうと考え、2つ上の先輩に練習相手を頼んだ[4]。

## 出演作品

### アダルトDVD
2019年
- 芸能人AVデビュー! 再現ドラマの女王! ついにAV降臨!!（12月31日、キネマ座）

2020年
- 温泉遊郭の遊女 ～女郎あやねの一生～（2月28日、キネマ座）
- 教え子と同僚教師と校長…。女教師あやねが堕ちた理由。(3月27日、キネマ座)
- 夫のチ○ポで物足りなくなった私は…。～隣人との中出し性交で上書きされた膣奥～（6月7日、マドンナ）
- 子守にきた妻の姉と欲情まる出しで セックスしまくった3日間（10月25日、ながえスタイル）
- ザ・面接 VOL.166 ソーシャルディスタンス大性交（11月27日、アテナ映像）
- 妻がまわされた12 ～身ごもったお腹の子はもしかして‥～ （12月13日、ながえスタイル）